# BM Alcobendas
Club Balonmano Alcobendas är en handbollsklubb, bildad 1981, från Alcobendas i provinsen Madrid i Spanien.